# Ayarmaca
Die Ayarmaca galten bis zur Zeit des sechsten Inkaherrschers Inca Roca (Inka Ruq'a) als gleich starker Stamm im Nordwesten von Qusqu (Cusco). Möglicherweise waren die Inka ihnen sogar untergeordnet. Durch die Heirat des Sohnes von Inka Ruq'a, Yáhuar Huácac (Yawar Waqaq), mit Mama Chiquia, der Tochter des Tocay Cápac (Tuqay Qhapaq), eines wichtigen Machthabers der Ayarmaca, gewannen die Inka Macht über sie und konnten ihr Reich ausdehnen.